# Riunione di famiglia - Non sposate le mie figlie! 3
Riunione di famiglia - Non sposate le mie figlie! 3 (Qu'est-ce qu'on a tous fait au Bon Dieu?) è un film commedia francese del 2021 diretto da Philippe de Chauveron. 
Si tratta del terzo film di una serie cominciata con Non sposate le mie figlie! (2014) e proseguita con Non sposate le mie figlie! 2 (2019).

## Trama
Claude Verneuil si trova a rimpiangere di aver convinto i suoi generi a rimanere a Chinon, poiché ora non riesce più a sfuggire alla loro costante presenza. La situazione si complica ulteriormente con l’arrivo di André e Madeleine Koffi i quali, senza specificare la durata della loro permanenza, rivelano che André soffre di dolori articolari e non vuole tornare in Costa d’Avorio prima della fine della stagione delle piogge.
Nel frattempo, Claude scopre che Charles interpreterà il ruolo di Gesù in una rappresentazione teatrale e che il matrimonio di Ségolène e Chao attraversa un momento difficile. Ségolène organizza il vernissage della sua nuova mostra di pittura, caratterizzata da opere raffiguranti carcasse sanguinolente. L’unico interessato sembra essere Helmut Schäffer, un collezionista d’arte tedesco che torna più volte per scegliere un quadro, attirando l’attenzione di Claude, il quale lo vede come il genero ideale per sua figlia. Nel frattempo, tra David e Rachid scoppia una disputa a causa delle mele di un albero che cadono sul giardino del secondo, mentre le quattro figlie di Claude organizzano segretamente una grande festa per il quarantesimo anniversario di matrimonio dei genitori. L’idea non entusiasma i loro mariti, poiché ciascuna delle rispettive famiglie è alle prese con problemi personali: dai litigi per questioni banali ai rancori mai sopiti. Con l’insistenza delle figlie, tutti i parenti vengono comunque invitati, per la grande disperazione di Claude, che si ritrova nuovamente a ospitare persone caotiche e difficili da gestire.
Gli eventi prendono una piega ancora più movimentata quando i festeggiamenti, tra malintesi, litigi e separazioni momentanee tra uomini e donne, culminano in una serata esagerata che finisce al commissariato. Il giorno successivo, i Verneuil ricevono un regalo speciale: un volo in mongolfiera sulla valle della Loira. Ma le sorprese non sono finite e nuove situazioni imprevedibili metteranno a dura prova la pazienza di Claude prima della cerimonia.

## Produzione
Inizialmente previsto per la fine del 2020, il film è stato infine posticipato di un anno a causa della pandemia di Covid-19. Le riprese sono iniziate il 30 marzo 2021. Julia Piaton, che interpretava Odile, la seconda figlia dei Verneuil nei primi due film, non ha potuto partecipare alle riprese per motivi di programmazione ed è stata sostituita nel ruolo da Alice David.

## Distribuzione
Il film è stato presentato in Francia in anteprima il 21 dicembre 2021, e poi nelle regolari sale cinematografiche dal 6 aprile 2022. In Italia è uscito al cinema il 1º dicembre 2022.

### Edizione italiana
La direzione del doppiaggio è di Luca Semeraro e i dialoghi italiani sono curati da Elettra Caporello per conto della Lylo Italy che si è occupata anche della sonorizzazione.

## Botteghino
Il film ha incassato complessivamente oltre 18 milioni di dollari.